# Peter Michael Ikrath
Michael Ikrath (* 10. Mai 1953 in Linz) ist ein österreichischer Bankmanager und Politiker (ÖVP).

## Beruflicher Werdegang
Michael Ikrath absolvierte nach der Matura und der Reserveoffiziersausbildung beim Bundesheer das Studium der Rechtswissenschaften in Wien. Von 1982 bis 1983 war er in der Industriellenvereinigung in der Stabsabteilung des Generalsekretärs für gesellschaftspolitische Fragen zuständig. Gleichzeitig arbeitete er als politischer Sekretär für den ÖVP-Generalsekretär Michael Graff. 1984 wechselte Michael Ikrath als Produktmanager zu Henkel Austria.
1985 wechselte er in den Bankensektor. Bis 1994 war Michael Ikrath in der GiroCredit Bank AG tätig, unter anderem war er Leiter der Abteilung „Unternehmenspolitik und Volkswirtschaft“ sowie Leiter des Bereiches „Vorstandssekretariat/Strategisches Management/Volkswirtschaft“. 
1994 wechselte er in die Erste österreichische Spar-Casse Bank AG, wo Michael Ikrath bis zur Fusion mit der GiroCredit als Leiter des Bereiches „Vorstandssekretariat“ tätig war. Nach der Fusion zur Ersten Bank übernahm er von 1997 bis 2001 den Bereich „Konzernkommunikation, Marketing und Sparkassen“ und leitete ab 2002 den erweiterten Bereich „Konzernkommunikation und corporate affairs“. Mit 1999 kam Michael Ikrath in den Vorstand und wurde mit 1. März 2004 zum Generalsekretär des Sparkassenverbandes bestellt.

## Politische Funktionen
Michael Ikrath war von 2003 bis 2013 Abgeordneter der ÖVP zum Österreichischen Nationalrat angelobt. Er war Obmann des Justizausschusses sowie stellvertretender Obmann im Finanzausschuss. Damit war er in jenen zwei parlamentarischen Ausschüssen federführend tätig, in denen die wirtschaftspolitischen Rahmenbedingungen Österreichs wesentlich geprägt wurden.
Darüber hinaus war er stellvertretender Obmann des Unterausschusses des Justizausschusses und Mitglied im Landesverteidigungsausschuss, im Immunitätsausschuss sowie in den ständigen Unterausschüssen des Landesverteidigungsausschusses, des Hauptausschusses und in ESM-Angelegenheiten.
Mit 2012 wurde Michael Ikrath auch Justizsprecher der ÖVP.
Als Ersatzmitglied gehörte er dem Kulturausschuss, dem Tourismusausschuss, dem Bautenausschuss, dem Geschäftsordnungsausschuss, dem Budgetausschuss sowie dem Ständiger Unterausschuss des Budgetausschusses an.
Im Zuge seiner Tätigkeit als Nationalratsabgeordneter war Michael Ikrath auch Mitglied im Hauptausschuss und Volksanwaltschaftsausschuss.
Michael Ikrath war Mitglied des Landesparteivorstandes der ÖVP Wien und bis Jänner 2020 Finanzreferent des Österreichischen Wirtschaftsbundes.